# Professor Nachtfalter
Professor Nachtfalter ist eine deutsche Filmkomödie von Rolf Meyer aus dem Jahr 1951. Sie lief auch unter dem Titel Sowas tun die Herren immer wieder gerne.

## Handlung
Joachim Wendler, Sohn eines italienischen Tenors und selbst begeisterter Sänger, ist Musiklehrer an einem Mädchenpensionat, das vom Festland aus nur über eine Fähre erreicht werden kann. Die zumeist kurz vor dem Abitur stehenden Mädchen schwärmen fast alle für ihn und deren Eltern beschweren sich daher regelmäßig bei der Schulleiterin Frau von Weinsberg, Joachims Tante. Auch die neue Schülerin Inez aus Rio de Janeiro hat sich in Joachim verliebt und malt entsprechende Bilder in ihre Schulhefte. Frau von Weinsberg fürchtet um den Ruf des Pensionats und rät Joachim, sich eine Ehefrau zu suchen. Entnervt fährt Joachim mit seinem Kollegen und Freund Dr. Obermann in die Stadt. Aufgrund eines Trinkspiels sind sie schon auf der Fähre in die Stadt angetrunken, anschließend ziehen sie durch die Bars und landen am Ende im Nachtclub Nachtfalter, der von der Sängerin Stefanie Walden geleitet wird. Stefanie wird ebenfalls von Verehrern umschwärmt und findet es anstrengend, alle Männer jede Nacht von neuem abzuweisen, wenn sie sich eigentlich um die Buchhaltung kümmern müsste. Joachim landet spät abends bei Stefanie an der Bar und beide beklagen sich, weil sie so viele Verehrer haben. Sie beschließen vorzugeben, miteinander verheiratet zu sein und so ihre Verehrer auf Distanz zu halten. Joachim setzt eine entsprechende Anzeige auf die Rückseite einer Getränkekarte des Nachtfalter und gibt das Blatt Obermann mit, der die letzte Fähre zurück zum Internat nimmt. Joachim bleibt bei Stefanie und hilft ihr, einen entsprechenden Text für ihre Gäste zu entwerfen.
Am nächsten Morgen ist er halbnüchtern der erste Gast auf der Fähre und wird im Pensionat mit einem Begrüßungslied von zahlreichen weinenden Mädchen zur Hochzeit beglückwünscht, auch wenn er sich kaum erinnern kann, am Vorabend diesen Plan gefasst zu haben. Da er nun verheiratet ist, muss er aus dem Pensionat aufs Festland ziehen. Er geht zu Stefanie, die ebenfalls ernüchtert ist. Seit ihrer Hochzeit bleiben die Gäste weg. Joachim beginnt, nachts im Nachtfalter aufzutreten, und bald erscheinen neue Gäste. In der Schule ist Joachim nun häufig übermüdet. Auch die Mädchen sind durch Inez’ Anstiftung misstrauisch geworden, da Inez die Rückseite der Heiratsanzeige gesehen hat und auch an Joachims Kleidung einen Nachtfalter-Anstecker gefunden hat. Sie vermuten, dass Joachim ein Doppelleben führt. Inez schleicht sich mit zwei weiteren Mädchen abends aus dem Pensionat. Zu dritt besuchen sie den Nachtfalter und sehen dort, wie Joachim mit einer Musiknummer auftritt. Am nächsten Tag summt das ganze Pensionat die Nummer und Inez schlägt eine aufreizende Interpretation des Stücks gar für die Geburtstagsfeierlichkeiten der Direktorin vor. Joachim, der von den Schülerinnen nur noch „Professor Nachtfalter“ genannt wird, geht zu Stefanie und teilt ihr mit, dass er zukünftig nicht mehr im Nachtfalter auftreten kann.
Wenig später wird Joachim eine neue Schülerin vorgestellt. Es handelt sich um Stefanie, die sich unter dem Namen „Leonie Mertens“ im Internat als Schülerin beworben hat und aufgenommen wurde. Joachim ist entsetzt, doch will seine Tante ihre Entscheidung nicht rückgängig machen. Insgeheim sieht sie in Leonie die perfekte Ehefrau für Joachim. Inez bemerkt bald, dass etwas nicht stimmt und begibt sich heimlich zum Nachtfalter, wo sie nur erfährt, dass die Besitzerin der wegen Renovierung geschlossenen Bar auf Hochzeitsreise ist. Ein Plakat zeigt Leonie jedoch als Stefanie Walden und so schickt Inez Joachim einen Erpresserbrief, in dem sie andeutet, alles zu wissen, und ihn nachts in ihrem Zimmer sprechen will. Er begibt sich zu ihr, will sie jedoch nur an die Hausordnung erinnern: Lehrer haben ihre Sprechzeiten, zu denen die Schülerinnen zu ihnen kommen können. Inez hat sich jedoch in den Kopf gesetzt, ihn zu verführen, und als sie das Personal schreiend aufwecken will, um ihn bloßzustellen, küsst Joachim sie. Anschließend geht er zu Stefanie und erklärt ihr, dass Inez alles weiß. Die hat unterdessen das gesamte Personal geweckt. Als alle an Stefanies Tür klopfen, erscheint Joachim, und Stefanie gibt zu, in Wirklichkeit eine Barbesitzerin zu sein. Während die eilig einberufene Lehrerkonferenz über den Verbleib Joachims am Pensionat entscheidet, wird Inez von den anderen Mädchen durch die Schule gejagt.
Am Ende finden sich alle im Nachtfalter ein, wo Joachim und Stefanie inzwischen gemeinsam auftreten. Wenig später heiraten beide wirklich.

## Produktion
Professor Nachtfalter entstand nach einer Idee von Adolf Schütz und Paul Baudisch. Er wurde im Atelier Bendestorf, in Meersburg und Konstanz am Bodensee gedreht. Franz Schroedter schuf die Bauten, Helmuth Volmer übernahm die Produktionsleitung. Die Produktionskosten beliefen sich auf 900.000 DM. Der Film erlebte am 23. Februar 1951 in der Essener Lichtburg seine Premiere.
Der Film war das Leinwanddebüt zahlreicher Darstellerinnen, darunter Helga Feddersen, Ingrid Andree, Christiane Jansen und Carla Hagen, die im Film Schülerinnen spielten.
Im Film sind mehrere Lieder zu hören; die Musik stammt von Friedrich Schröder, die Liedtexte schrieb Willy Dehmel. 
- Heute müßt’ es Frühling sein
- So was tun die Herrn
- Das erste Lied der Welt
- Adam saß im Paradies und fühlte sich allein (Kanon)

## Kritik
Der film-dienst nannte Professor Nachtfalter eine „deutsche Nachkriegskomödie mit Tanz und Musik.“